# Microrregión de Concórdia
La microrregión de Concórdia es una de las microrregiones del estado brasileño de Santa Catarina perteneciente a la mesorregión Oeste Catarinense. Su población fue estimada en 2009 por el IBGE en 149.361 habitantes y está dividida en quince municipios. Posee un área total de 3.058,720 km².

## Municipios
- Alto Bela Vista
- Arabutã
- Arvoredo
- Concórdia
- Ipira
- Ipumirim
- Irani
- Itá
- Lindóia do Sul
- Paial
- Peritiba
- Piratuba
- Presidente Castelo Branco
- Seara
- Xavantina

- Datos: Q941539